# 土屋李央
土屋 李央（つちや りお、1997年8月19日 - ）は、日本の女性声優。神奈川県出身。大沢事務所所属。

## 略歴
昔から友人と遊ぶのが好きで、家で1人でゲームするのも好きであり、当時から「やりたいことは全部やりたい」という性分は同じだった。その時に「やりたいと思ったこと全部やろう」という欲求が強い学生時代を送っていた。アルバイトもすごく好きで、高校時代はコンビニ3店舗をかけもちで働いており、高校卒業後はチラシ配り、工場でダンボールを仕分けする仕事をしていた。あと、ボードゲームが好きなため、ボードゲームバーでもアルバイトしたことあり、接客がとにかく好きなため、アパレル系の店でも働いていた。当時は「とにかく色々な職業を経験してみたい」と思っていたという。
家でゲームしたり、ゴロゴロしたりする時間も好きで、中学生ぐらいの時からアメーバピグが好きでそこからネットゲームに熱中していた。あと『ポケットモンスター』も好きでプレイしていた。兄の影響で気づいた時には子供の頃からアニメは見ており、当時好きだったのは『犬夜叉』、『名探偵コナン』。
声優になろうと思ったきっかけは小学生の頃に、何かの授業で使われていた朗読CDを聞いて、どこか惹かれるものがあった。その後、偶々そういったナレーションを職業にしている人物の特集をテレビで観て興味を持ち、「ナレーターになりたい」と思った。アニメやゲームは好きだったが、当時は「キャラクターを演じる声優になりたい」とあまり思っておらず、ナレーションをしようと専門学校に入学。そこでは声優的なアフレコや芝居のカリキュラムもあり、そこで初めて、「こういう道もあるんだな」と気付かされたという。
2016年、声劇和楽団「源氏物語 〜陽光の姫 夕闇の君〜」にて、公募オーディションで秋場悠里と共に姫「紫の上」役に選ばれ、舞台デビュー。
2019年に大沢事務所に所属し、ゲームアプリ『CUE!』の遠見鳴役に抜擢された。
しかし、初めて大沢事務所に所属していた時はまだナレーター志望だったが、色々とご縁があり、アニメ、ゲームの声優オーディションを受けるようになった。その時は「明確に声優をやろう!」と思ったきっかけがなく「やらせていただけるなら是非!」 という気持ちだったという。

## 人物
趣味には猫、ゲーム、食事をそれぞれ挙げている。

## 出演
太字はメインキャラクター。

### テレビアニメ
2019年
- スタンドマイヒーローズ PIECE OF TRUTH（女の子）
- 神田川JET GIRLS（客）

2020年
- 宝石商リチャード氏の謎鑑定（女性店員）
- かぐや様は告らせたい?〜天才たちの恋愛頭脳戦〜（女子生徒）
- ド級編隊エグゼロス（女子高生）

2021年
- SSSS.DYNAZENON（らんか、会社員） - 2023年に劇場総集編公開
- カードファイト!! ヴァンガード overDress（女子）
- 死神坊ちゃんと黒メイド（若メイドB）
- ブルーピリオド（女子）
- プラチナエンド（2021年 - 2022年、麻衣子、生徒B）

2022年
- CUE!（遠見鳴）
- ミュークルドリーミー みっくす!（1年生部員③）
- からかい上手の高木さん3（後輩女子）
- トモダチゲーム（生徒）
- くノ一ツバキの胸の内（シャクヤク）
- キャップ革命 ボトルマンDX（2022年 - 2023年、ペコ、ローランズ1）

2023年
- イジらないで、長瀞さん 2nd Attack（カップル女）
- お隣の天使様にいつの間にか駄目人間にされていた件（女子大生）
- 異世界ワンターンキル姉さん 〜姉同伴の異世界生活はじめました〜（ターニャ）
- 山田くんとLv999の恋をする（椿ゆかり）
- ラグナクリムゾン（2023年 - 2024年、へゼラ、グレア）

2024年
- 僕の心のヤバイやつ（香田ニコ）
- しかのこのこのここしたんたん（狸小路絹）
- 【推しの子】（看護師）
- ネガポジアングラー（西森こずえ）
- 魔王様、リトライ!R（ユキカゼ）
- アイドルマスター シャイニーカラーズ 2nd season（樋口円香）
- 魔王2099（女子生徒B）
- カミエラビ

2025年
- 異修羅（アニ）
- 妖怪学校の先生はじめました!（三つ目妖怪）
- ひみつのアイプリ リング編（五十嵐じゅりあ、えるのアイムゥ）
- サイレント・ウィッチ 沈黙の魔女の隠しごと（ア二ー）
- 薫る花は凛と咲く（柚原まどか）

### 劇場アニメ
- 劇場版 ポールプリンセス!!（2023年、星北ヒナノ[32]）
- コードギアス 奪還のロゼ（2024年、メイド）

### OVA
- 弱キャラ友崎くん（2021年、梨沙） - BD / DVD第4巻特典

### Webアニメ
- ポールプリンセス!!（2022年 - 2023年、星北ヒナノ[33]）
- ガンダムビルドメタバース（2023年、ウルツキ・セリア[34] / マスクレディー）

### ゲーム
2019年
- CUE!（2019年 - 2021年、遠見鳴）

2020年
- アイドルマスター シャイニーカラーズ（2020年 - 2025年、樋口円香）
- 天華百剣 -斬-（久能山の真恒）

2021年
- 逆転オセロニア（パーラ）
- プロジェクトセカイ カラフルステージ! feat. 初音ミク（2021年 - 2025年、ミオ）
- パズルガールズ（インドミタブル）
- きららファンタジア（北沢みさき）
- アーテリーギア -機動戦姫-（レラ）

2022年
- 白夜極光（フロリナ）
- ブルーアーカイブ -Blue Archive-（2022年 - 2023年、戒野ミサキ）

2023年
- アズールレーン（クイビシェフ）
- 奏でて女子校 -White Chord-（オデット）
- アイドルマスター シャイニーカラーズ Song for Prism（2023年 - 2025年、樋口円香）

2024年
- 九魂の久遠（ムメイ)
- ガンダムブレイカー4（リリン）
- カルドアンシェル（ムメイ）
- 雀魂（樋口円香）

2025年
- ひみつのアイプリ / アイプリバース（じゅりあ） - 2作品
- D.C. Re:tune 〜ダ・カーポ〜 リチューン（佐伯加奈子）
- Rain98（雨原玲奈）

### ドラマCD
- この手を離さないで（2022年、真由[49]）
- ポールプリンセス!! Starlight challenge（2023年、星北ヒナノ）

### ラジオ
※はインターネット配信。
- CUE!&A（2019年、文化放送・超!A&G+※、A&G TRIBAL RADIO エジソン内）「Moon」メンバーとして
- A&G NEXT ICON 超!CUE!&A（2019年 - 2022年、超!A&G+※）木曜パーソナリティ[50]
- アイドルマスター シャイニーカラーズ はばたきラジオステーション（2020年 - 、ASOBI CHANNEL※） - 週替わりパーソナリティ
- 友梨・花凜・李央のらじおぽんぽこぽん（2021年 - 2023年、音泉※）[51]
- 山根綺と土屋李央のふたラジ!!（2021年、超!A&G+※）[52]
- ポルプリラジオ（2023年 - 2024年、YouTube※）[53]
- アニメ「ラグナクリムゾン」銀装兵団ラジオ（2023年 - 2024年、超!A&G+※・YouTube※）[54]
- 礒部花凜・土屋李央・林鼓子 トリコロールカラー（2024年 - 、音泉※）[55]

### インターネット放送
- 和久井優と土屋李央の「放課後が終わらない！」（2020年 - 、ニコニコ生放送）[56]
- 土屋李央のGaming BASE（2021年 - 、ニコニコ生放送）[57]
- 安齋由香里・土屋李央の「オフ会やろうよ！」（2022年 - 2024年、OPENREC.tv)[58]
- 土屋李央Official Channel ～ちゃんりおスペースシップ～（2023年 - 、ニコニコ生放送・Youtube) [1]

### 映像商品
- 「THE IDOLM@STER SHINY COLORS MUSIC DAWN」Blu-ray（2021年）[59]
- 「THE IDOLM@STER SHINY COLORS 2ndLIVE STEP INTO THE SUNSET SKY」Blu-ray（2021年）[60]
- 「THE IDOLM@STER SHINY COLORS 3rdLIVE TOUR PIECE ON PLANET / NAGOYA / TOKYO / FUKUOKA」Blu-ray（2022年）[61]  [62]  [63]
- 「THE IDOLM@STER SHINY COLORS 4thLIVE 空は澄み、今を越えて。」Blu-ray（2022年）[64]
- バンダイナムコエンターテインメントフェスティバル 2nd 2days LIVE Blu-ray（2023年）[65]
- CUE! 4th Party 「Forever Friends」 Blu-ray (2023年) [66]
- THE IDOLM@STER M@STERS OF IDOL WORLD!!!!! 2023 Blu-ray PERFECT BOX!!!!!（2023年）[67]
- 「THE IDOLM@STER SHINY COLORS 5thLIVE If I_wings.」Blu-ray（2023年）[68]
- 283PRODUCTION SOLO PERFORMANCE LIVE「我儘なまま」Blu-ray（2024年）[69]
- THE IDOLM@STER SHINY COLORS 5.5th Anniversary LIVE「星が見上げた空」Blu-ray（2024年）[70]
- 「異次元フェス アイドルマスター★♥ラブライブ！歌合戦」Blu-ray（2024年）[71]

### ボイスドラマ
- SSSS.DYNAZENON ボイスドラマ（2021年、らんか）
- 恋が暴走する惑星 「雪」（2022年、葉山梨乃[72]）
- ポールプリンセス!! スペシャルボイスドラマ（2023年、星北ヒナノ）
- 幕末動乱美少女伝（2024年、斎藤一[73]、高杉晋作[74]）

### ASMR
- ナツトリップ 〜きみと花火と海と夢〜（2021年、河瀬柚乃[75]）
- 見知らぬ女子高生に膝枕耳かきされた漫画家の話（2021年、此方[76]）
- フユメモリー 〜きみと同棲と夢のつづき〜（2021年、河瀬柚乃[77]）
- 見知らぬ女子高生に監禁された漫画家の話 32日目の夜（2022年、此方[78]）
- はつこいリターンズ！～ミステリアス声優は上手く喋れない～（2023年、夏藤なゆ[79]）
- ダウナー系ギャルとほうかご耳元ウィスパーたいむ♪（2023年、柊美夜[80]）
- 初めての彼女は無気力ダウナー系が気持ちいい。（2023年、藤宮詩乃[81]）
- あなたに懐いているダウナー系後輩と放課後に二人きり（2024年、氷室永璃花[82]）
- いっしょぐらし 〜チアガール彼女編〜（2024年、駒形朝陽[83]）
- 高千穂アキラのレンアイ怪談（2024年、高千穂秋良[84]）
- あなたに懐いているクールな後輩と水着デート（2024年、氷室永璃花[85]）
- ゆっくり眠らせてあげる。後輩カノジョのあまあま催眠術ツアー（2024年、鈴村瑠奈[86]）
- ミサキASMR～なんじ、健やかならざる時も～ （2025年、戒野ミサキ[87]）
- クールな幼馴染はキミを癒したい。～意外と甘えん坊な彼女と水族館&お家デート～（2025年、青海沙良[88]）
- 僕だけに毒舌なアンドロイドメイド（2025年、アンドロイドメイド[89]）

### 舞台
- 声劇和楽団 第5回公演「源氏物語 〜陽光の姫 夕闇の君〜」（2016年9月29日、サントリーホール ブルーローズ） - 若紫 役（ダブルキャスト）[8]
- 声劇和楽団 第6回公演「鳥獣奇譚」（2017年7月29日 - 30日、渋谷区文化総合センター大和田 伝承ホール） - 「さるかに合戦」子ざる 役[90][91]
- A×Aプロデュース 第9回公演「今夜、彗星の下で」作:大泉貴（2017年11月18日 - 19日、PerformingGallery&Cafe 絵空箱）[92]
- A×Aプロデュース Reading Live vol.10「Assertion of the Tokyo ward」（2018年3月17日 - 18日、レンタルスペース+カフェ兎亭）[93]
- 朗読劇「革命への行進曲 モーツァルトVS検閲官」（2023年8月2日19:00の回、TOKYO FMホール） - ルイーザ・ピアニスト 役[94]
- 朗読劇『胡蝶ノ、ユメ』（2023年8月16日13:00の回、TOKYO FMホール） - 大蔵ちとせ 役[95]
- 演劇ユニット【爆走おとな小学生】朗読劇『カラフル』再演（2023年11月16日・19日、CBGKシブゲキ!!） - 佐野唱子 役 [96]
- 朗読劇「世界から猫が消えたなら」（2023年12月14日13:00の回、こくみん共済 coop ホール／スペース・ゼロ） - 彼女 役[97]
- 江戸川乱歩 名作朗読劇「怪人二十面相－暗黒星－」（2024年2月27日、博品館劇場） [98]
- 演劇ユニット【メイホリック】朗読劇『美術室に置き去りにされた天使』（2024年3月30日、シアターサンモール） - よしこ 役[99]
- キミに贈る朗読会 『春とみどり』（2024年4月28日、TOKYO FMホール）[100]
- 朗読劇『若きウェルテルの悩み』（2024年5月5日、TOKYO FMホール）[101]
- 朗読劇「ネコたん！〜猫町怪異奇譚〜」（2024年5月15日 - 16日、あうるすぽっと） - 財部梨杏 / 龍石李依 役[102]
- キミに贈る朗読会『いつか、眠りにつく日』（2024年8月17日、TOKYO FMホール）[103]
- 江戸川乱歩 名作朗読劇『少年探偵団』（2024年9月3日、紀伊國屋サザンシアター TAKASHIMAYA） - 明智文代 役 他[104][105]
- SF空想科学朗読劇『宇宙戦争』(2025年1月11日、I'M A SHOW）[106]
- 音楽朗読劇『仮面の男』〜アレクサンドル・デュマ・ペール『ダルタルニャン物語』より〜（2025年3月5日、博品館劇場） - フィリップ 役 他[107][108]
- 朗読劇 SETO Reading Vol.1『お探し物は図書室まで』（2025年3月15日、瀬戸蔵 つばきホール）[109]
- VISIONARY READING『三島由紀夫レター教室』（2025年10月12日〈予定〉、紀伊國屋ホール） - 空ミツ子 役[110]

### その他コンテンツ
- パシフィコ横浜 ノース開業広告 (2020年、ナレーション[111])
- LINEスタンプ『アイドルマスター シャイニーカラーズ ギミー編』（2020年、樋口円香）
- 佐賀県立宇宙科学館 ゆめぎんが プラネタリウム番組 「星空を見上げて～365日の星日記～」(2021年、ナレーション[112])
- 直木賞作家×YOASOBI『はじめての』プロジェクト第一弾楽曲「ミスター」PV（2022年、宮部みゆき「色違いのトランプ」朗読[113]）
- 「好きにさせてみせるから!」ボイスコミック（2022年、佐木山瞬（幼少期）[114]）
- ロート製薬「ヴィ・ロート・プレミアム」WebCM（2022年、主人公[115]）
- 「バケモノのきみに告ぐ、」PV（2024年、シズク[116]）

## ディスコグラフィ

### キャラクターソング
| 発売日   | 商品名                                                                                | 歌 | 楽曲 | 備考                                                                     |
| 2019年   | 2019年                                                                                | 2019年 | 2019年 | 2019年                                                                   |
| -------- | ------------------------------------------------------------------------------------- | --- | --- | ------------------------------------------------------------------------ |
| 11月27日 | Forever Friends                                                                       | AiRBLUE | 「Forever Friends」 | ゲーム『CUE!』オープニングテーマ                                         |
| 11月27日 | Forever Friends                                                                       | AiRBLUE | 「さよならレディーメイド」 | ゲーム『CUE!』関連曲                                                     |
| 11月27日 | Forever Friends                                                                       | Moon | 「Forever Friends」 | ゲーム『CUE!』関連曲                                                     |
| 2020年   |                                                                                       | | |                                                                          |
| 2月12日  | MiRAGE! MiRAGE!!                                                                      | Moon | 「MiRAGE! MiRAGE!!」 「ヒカリニ染マル未来」 「our song」 | ゲーム『CUE!』関連曲                                                     |
| 3月25日  | beautiful tomorrow                                                                    | AiRBLUE | 「beautiful tomorrow」 「私たちはまだその春を知らない」 | ゲーム『CUE!』関連曲                                                     |
| 3月25日  | beautiful tomorrow                                                                    | Moon | 「beautiful tomorrow」 | ゲーム『CUE!』関連曲                                                     |
| 4月8日   | THE IDOLM@STER SHINY COLORS GR@DATE WING 01                                           | シャイニーカラーズ | 「シャイノグラフィ」 「Dye the sky.」 | ゲーム『アイドルマスター シャイニーカラーズ』関連曲                      |
| 8月26日  | Colorful／カレイドスコープ                                                            | AiRBLUE | 「Colorful」 「カレイドスコープ」 | ゲーム『CUE!』関連曲                                                     |
| 8月26日  | Colorful／カレイドスコープ                                                            | Moon | 「Colorful」 | ゲーム『CUE!』関連曲                                                     |
| 9月16日  | Reach For The World!                                                                  | Moon | 「Reach For The World!」 「Determination-声の架け橋-」 「CUTE♡CUTE♡CUTE♡」 | ゲーム『CUE!』関連曲                                                     |
| 9月16日  | THE IDOLM@STER SHINY COLORS GR@DATE WING 07                                           | ノクチル | 「いつだって僕らは」 「あの花のように」 「シャイノグラフィ」 | ゲーム『アイドルマスター シャイニーカラーズ』関連曲                      |
| 2021年   |                                                                                       | | |                                                                          |
| 1月6日   | 最高の魔法                                                                            | AiRBLUE | 「最高の魔法」 「白い沿線」 | ゲーム『CUE!』関連曲                                                     |
| 1月6日   | 最高の魔法                                                                            | Moon | 「最高の魔法」 | ゲーム『CUE!』関連曲                                                     |
| 1月20日  | THE IDOLM@STER SHINY COLORS COLORFUL FE@THERS -Stella-                                | Team.Stella | 「プラニスフィア 〜planisphere〜」 | ゲーム『アイドルマスター シャイニーカラーズ』関連曲                      |
| 1月20日  | THE IDOLM@STER SHINY COLORS COLORFUL FE@THERS -Stella-                                | 樋口円香（土屋李央） | 「夢見鳥」 | ゲーム『アイドルマスター シャイニーカラーズ』関連曲                      |
| 4月14日  | THE IDOLM@STER SHINY COLORS L@YERED WING 01                                           | シャイニーカラーズ | 「Resonance⁺」 「Color Days」 | ゲーム『アイドルマスター シャイニーカラーズ』関連曲                      |
| 4月21日  | Talk about everything                                                                 | AiRBLUE | 「CUTE♡CUTE♡CUTE♡」 「ミライキャンバス」 「our song」 「Radio is a Friend!」 「マイサスティナー」 「雫の結晶」                                                                                   | ゲーム『CUE!』関連曲                                                     |
| 4月24日  | THE IDOLM@STER SHINY COLORS SOLO COLLECTION -3rdLIVE TOUR PIECE ON PLANET / TOKYO-    | 樋口円香（土屋李央） | 「いつだって僕らは」 | ゲーム『アイドルマスター シャイニーカラーズ』関連曲                      |
| 5月29日  | THE IDOLM@STER SHINY COLORS SOLO COLLECTION -3rdLIVE TOUR PIECE ON PLANET / FUKUOKA-  | 樋口円香（土屋李央） | 「あの花のように」 | ゲーム『アイドルマスター シャイニーカラーズ』関連曲                      |
| 10月13日 | THE IDOLM@STER SHINY COLORS L@YERED WING 07                                           | ノクチル | 「僕らだけの未来の空」 「今しかない瞬間を」 「Resonance⁺」 | ゲーム『アイドルマスター シャイニーカラーズ』関連曲                      |
| 2022年   |                                                                                       | | |                                                                          |
| 1月26日  | スタートライン／はじまりの鐘の音が鳴り響く空                                          | AiRBLUE | 「スタートライン」 | テレビアニメ『CUE!』オープニングテーマ                                   |
| 1月26日  | スタートライン／はじまりの鐘の音が鳴り響く空                                          | AiRBLUE | 「はじまりの鐘の音が鳴り響く空」 | テレビアニメ『CUE!』エンディングテーマ                                   |
| 1月26日  | スタートライン／はじまりの鐘の音が鳴り響く空                                          | AiRBLUE | 「空合ぼくらは追った」 | テレビアニメ『CUE!』関連曲                                               |
| 1月26日  | スタートライン／はじまりの鐘の音が鳴り響く空                                          | Moon | 「スタートライン」 「はじまりの鐘の音が鳴り響く空」 | テレビアニメ『CUE!』関連曲                                               |
| 2月14日  | THE IDOLM@STER SHINY COLORS SOLO COLLECTION -L@YERED WING part 1-                     | 樋口円香（土屋李央） | 「僕らだけの未来の空」 | ゲーム『アイドルマスター シャイニーカラーズ』関連曲                      |
| 2月14日  | THE IDOLM@STER SHINY COLORS SOLO COLLECTION -L@YERED WING part 2-                     | 樋口円香（土屋李央） | 「今しかない瞬間を」 | ゲーム『アイドルマスター シャイニーカラーズ』関連曲                      |
| 3月16日  | CUE! BD第1巻 きゃにめ特典CD                                                           | 遠見鳴（土屋李央） | 「Forever Friends」 | ゲーム『CUE!』関連曲                                                     |
| 4月13日  | THE IDOLM@STER SHINY COLORS PANOR@MA WING 01                                          | シャイニーカラーズ | 「虹の行方」 「Daybreak Age」 | ゲーム『アイドルマスター シャイニーカラーズ』関連曲                      |
| 4月20日  | CUE! BD第2巻 きゃにめ特典CD                                                           | 遠見鳴（土屋李央） | 「さよならレディーメイド」 | ゲーム『CUE!』関連曲                                                     |
| 4月23日  | THE IDOLM@STER SHINY COLORS Synthe-Side 02                                            | 放課後クライマックスガールズ、ノクチル | 「相合学舎」 | ゲーム『アイドルマスター シャイニーカラーズ』関連曲                      |
| 4月23日  | THE IDOLM@STER SHINY COLORS Synthe-Side 02                                            | 樋口円香（土屋李央） | 「相合学舎」 | ゲーム『アイドルマスター シャイニーカラーズ』関連曲                      |
| 5月18日  | Tomorrow's Diary／ゆめだより                                                          | AiRBLUE | 「Tomorrow's Diary」 | テレビアニメ『CUE!』オープニングテーマ                                   |
| 5月18日  | Tomorrow's Diary／ゆめだより                                                          | AiRBLUE | 「ゆめだより」 | テレビアニメ『CUE!』エンディングテーマ                                   |
| 5月18日  | Tomorrow's Diary／ゆめだより                                                          | AiRBLUE | 「Road to Forever」 | テレビアニメ『CUE!』関連曲                                               |
| 5月18日  | Tomorrow's Diary／ゆめだより                                                          | Moon | 「Tomorrow's Diary」 「ゆめだより」 | テレビアニメ『CUE!』関連曲                                               |
| 6月15日  | CUE! BD第4巻特典CD                                                                    | 遠見鳴（土屋李央） | 「beautiful tomorrow」 「Colorful」 「最高の魔法」 「ミライキャンバス」 | ゲーム『CUE!』関連曲                                                     |
| 7月6日   | くノ一ツバキの胸の内 あかね組音楽集                                                   | ドクダミ（川井田夏海）、アオギリ（小市眞琴）、シャクヤク（土屋李央）                                                                                             | 「あかね組活動日誌 ～亥班～」 | テレビアニメ『くノ一ツバキの胸の内』エンディングテーマ                   |
| 7月6日   | くノ一ツバキの胸の内 あかね組音楽集                                                   | あかね組ねうしとらうたつみうまひつじさるとりいぬい | 「あかね組活動日誌 ～ねうしとらうたつみうまひつじさるとりいぬい大集合！～」 | テレビアニメ『くノ一ツバキの胸の内』エンディングテーマ                   |
| 8月17日  | CUE! BD第6巻 きゃにめ特典CD                                                           | 遠見鳴（土屋李央） | 「スタートライン」 「はじまりの鐘の音が鳴り響く空」 | テレビアニメ『CUE!』関連曲                                               |
| 10月12日 | THE IDOLM@STER SHINY COLORS PANOR@MA WING 07                                          | ノクチル | 「Catch the Breeze」 「アスファルトを鳴らして」 「虹の行方」 | ゲーム『アイドルマスター シャイニーカラーズ』関連曲                      |
| 2023年   |                                                                                       | | |                                                                          |
| 1月18日  | THE IDOLM@STER SHINY COLORS WING COLLECTION -A side-                                  | シャイニーカラーズ | 「Spread the Wings!! -25 colors-」 「Ambitious Eve -25 colors-」 「シャイノグラフィ -25 colors-」 「Resonance⁺ -25 colors-」 「SNOW FLAKES MEMORIES -25 colors-」 「FUTURITY SMILE -25 colors-」 | ゲーム『アイドルマスター シャイニーカラーズ』関連曲                      |
| 2月8日   | THE IDOLM@STER SHINY COLORS WING COLLECTION -B side-                                  | シャイニーカラーズ | 「Multicolored Sky -25 colors-」 「いつか Shiny Days -25 colors-」 「Dye the sky. -25 colors-」 「Color Days -25 colors-」 「Let's get a chance -25 colors-」 「SWEET♡STEP -25 colors-」         | ゲーム『アイドルマスター シャイニーカラーズ』関連曲                      |
| 2月11日  | THE IDOLM@STER SHINY COLORS SOLO COLLECTION -M@STERS OF IDOL WORLD!!!!! 2023-         | 樋口円香（土屋李央） | 「Let’s get a chance」 | ゲーム『アイドルマスター シャイニーカラーズ』関連曲                      |
| 3月18日  | THE IDOLM@STER SHINY COLORS SOLO COLLECTION -5thLIVE If I_wings. part1-               | 樋口円香（土屋李央） | 「Catch the Breeze」 | ゲーム『アイドルマスター シャイニーカラーズ』関連曲                      |
| 3月18日  | THE IDOLM@STER SHINY COLORS SOLO COLLECTION -5thLIVE If I_wings. part2-               | 樋口円香（土屋李央） | 「アスファルトを鳴らして」 | ゲーム『アイドルマスター シャイニーカラーズ』関連曲                      |
| 7月22日  | THE IDOLM@STER SHINY COLORS SOLO COLLECTION -SOLO PERFORMANCE LIVE 我儘なまま Stella- | 樋口円香（土屋李央） | 「プラニスフィア 〜planisphere〜」 | ゲーム『アイドルマスター シャイニーカラーズ』関連曲                      |
| 7月26日  | ポールプリンセス!! Starlight challenge                                                | 星北ヒナノ（土屋李央）、西条リリア（鈴木杏奈）、東坂ミオ（小倉唯）、南曜スバル（日向未南）                                                                       | 「Starlight challenge」 | Webアニメ『ポールプリンセス!!』主題歌                                    |
| 7月26日  | ポールプリンセス!! -Solo Pole Song Album-                                             | 星北ヒナノ（土屋李央） | 「Wish upon a polestar」 | Webアニメ『ポールプリンセス!!』挿入歌                                    |
| 9月13日  | THE IDOLM@STER SHINY COLORS “CANVAS” 06                                               | ノクチル | 「Reflection」 「夢が夢じゃなくなるその日まで」 「青とオレンジ」 | ゲーム『アイドルマスター シャイニーカラーズ』関連曲                      |
| 10月18日 | THE IDOLM@STER SHINY COLORS Song for Prism 星の声                                     | シャイニーカラーズ | 「星の声」 | ゲーム『アイドルマスター シャイニーカラーズ Song for Prism』テーマソング |
| 2024年   |                                                                                       | | |                                                                          |
| 3月2日   | THE IDOLM@STER SHINY COLORS SOLO COLLECTION -6thLIVE TOUR Come and Unite! part1-      | 樋口円香（土屋李央） | 「Reflection」 | ゲーム『アイドルマスター シャイニーカラーズ』関連曲                      |
| 3月2日   | THE IDOLM@STER SHINY COLORS SOLO COLLECTION -6thLIVE TOUR Come and Unite! part2-      | 樋口円香（土屋李央） | 「夢が夢じゃなくなるその日まで」 | ゲーム『アイドルマスター シャイニーカラーズ』関連曲                      |
| 3月2日   | THE IDOLM@STER SHINY COLORS SOLO COLLECTION -6thLIVE TOUR Come and Unite! part3-      | 樋口円香（土屋李央） | 「青とオレンジ」 | ゲーム『アイドルマスター シャイニーカラーズ』関連曲                      |
| 3月27日  | 劇場版 ポールプリンセス!! -Complete Album-                                            | 星北ヒナノ（土屋李央） | 「Making Shine!」 | 劇場アニメ『劇場版 ポールプリンセス!!』挿入歌                            |
| 3月27日  | 劇場版 ポールプリンセス!! -Complete Album-                                            | 星北ヒナノ（土屋李央）、西条リリア（鈴木杏奈）、東坂ミオ（小倉唯）、南曜スバル（日向未南）、御子白ユカリ（南條愛乃）、紫藤サナ（日高里菜）、蒼唯ノア（早見沙織） | 「Starlight challenge -allstar ver.-」 | 劇場アニメ『劇場版 ポールプリンセス!!』エンディングテーマ                |
| 4月3日   | THE IDOLM@STER SHINY COLORS Song for Prism ハナムケのハナタバ / 青空                  | ノクチル | 「青空」 | ゲーム『アイドルマスター シャイニーカラーズ Song for Prism』関連曲       |
| 7月27日  | THE IDOLM@STER SHINY COLORS LIVE FUN!! -Beyond the Blue sky part2-                    | 樋口円香（土屋李央） | 「SNOW FLAKES MEMORIES」 | ゲーム『アイドルマスター シャイニーカラーズ』関連曲                      |
| 10月9日  | THE IDOLM@STER SHINY COLORS ECHOES 06                                                 | ノクチル | 「いつかのキミへ」 「365日のストーリー」 「Migratory Echoes（ノクチルVer.）」 | ゲーム『アイドルマスター シャイニーカラーズ』関連曲                      |
| 11月27日 | THE IDOLM@STER SHINY COLORS Song for Prism Heads or Tails？ / グッバイ                | ノクチル | 「グッバイ」 | ゲーム『アイドルマスター シャイニーカラーズ Song for Prism』関連曲       |
| 12月25日 | THE IDOLM@STER SHINY COLORS Over the prism                                            | ノクチル | 「未来へのSign」 「プリズムフレア」 | テレビアニメ『アイドルマスター シャイニーカラーズ 2nd season』関連曲     |
| 12月25日 | THE IDOLM@STER SHINY COLORS Over the prism                                            | シャイニーカラーズ | 「プリズムフレア -23 colors-」 | テレビアニメ『アイドルマスター シャイニーカラーズ 2nd season』関連曲     |

### その他参加作品
| 発売日        | 商品名                                           | 歌                                         | 楽曲                       | 備考                                                         |
| ------------- | ------------------------------------------------ | ------------------------------------------ | -------------------------- | ------------------------------------------------------------ |
| 2022年12月5日 | 283PRODUCTION UNIT LIVE SETSUNA BEAT ORIGINAL CD | 土屋李央、田嶌紗蘭、河野ひより、芝崎典子   | 「NEO THEORY FANTASY」     | ライブイベント『283PRODUCTION UNIT LIVE SETSUNA BEAT』関連曲 |
| 2022年12月5日 | 283PRODUCTION UNIT LIVE SETSUNA BEAT ORIGINAL CD | 和久井優、土屋李央、田嶌紗蘭、岡咲美保     | 「夢咲きAfter school」     | ライブイベント『283PRODUCTION UNIT LIVE SETSUNA BEAT』関連曲 |
| 2022年12月5日 | 283PRODUCTION UNIT LIVE SETSUNA BEAT ORIGINAL CD | 土屋李央、和久井優、永井真里子、涼本あきほ | 「Wandering Dream Chaser」 | ライブイベント『283PRODUCTION UNIT LIVE SETSUNA BEAT』関連曲 |

### ユニットメンバー
1. 1 2 3 4 5 6 7  六石陽菜（内山悠里菜）、鷹取舞花（稗田寧々）、鹿野志穂（守屋亨香）、月居ほのか（緒方佑奈）、天童悠希（鷹村彩花）、赤川千紗（宮原颯希）、恵庭あいり（飯塚麻結）、九条柚葉（村上まなつ）、夜峰美晴（安齋由香里）、神室絢（松田彩希）、宮路まほろ（山口愛）、日名倉莉子（鶴野有紗）、丸山利恵（立花日菜）、宇津木聡里（小峯愛未）、明神凛音（佐藤舞）、遠見鳴（土屋李央）
2. 1 2 3 4 5 6 7  丸山利恵（立花日菜）、宇津木聡里（小峯愛未）、明神凛音（佐藤舞）、遠見鳴（土屋李央）
3. ↑  櫻木真乃（関根瞳）、風野灯織（近藤玲奈）、八宮めぐる（峯田茉優）、月岡恋鐘（礒部花凜）、田中摩美々（菅沼千紗）、白瀬咲耶（八巻アンナ）、三峰結華（成海瑠奈）、幽谷霧子（結名美月）、小宮果穂（河野ひより）、園田智代子（白石晴香）、西城樹里（永井真里子）、杜野凛世（丸岡和佳奈）、有栖川夏葉（涼本あきほ）、大崎甘奈（黒木ほの香）、大崎甜花（前川涼子）、桑山千雪（芝崎典子）、芹沢あさひ（田中有紀）、黛冬優子（幸村恵理）、和泉愛依（北原沙弥香）、浅倉透（和久井優）、樋口円香（土屋李央）、福丸小糸（田嶌紗蘭）、市川雛菜（岡咲美保）
4. 1 2 3 4 5 6 7  浅倉透（和久井優）、樋口円香（土屋李央）、福丸小糸（田嶌紗蘭）、市川雛菜（岡咲美保）
5. ↑  櫻木真乃（関根瞳）、月岡恋鐘（礒部花凜）、小宮果穂（河野ひより）、園田智代子（白石晴香）、大崎甘奈（黒木ほの香）、芹沢あさひ（田中有紀）、樋口円香（土屋李央）
6. ↑  櫻木真乃（関根瞳）、風野灯織（近藤玲奈）、八宮めぐる（峯田茉優）、月岡恋鐘（礒部花凜）、田中摩美々（菅沼千紗）、白瀬咲耶（八巻アンナ）、三峰結華（成海瑠奈）、幽谷霧子（結名美月）、小宮果穂（河野ひより）、園田智代子（白石晴香）、西城樹里（永井真里子）、杜野凛世（丸岡和佳奈）、有栖川夏葉（涼本あきほ）、大崎甘奈（黒木ほの香）、大崎甜花（前川涼子）、桑山千雪（芝崎典子）、芹沢あさひ（田中有紀）、黛冬優子（幸村恵理）、和泉愛依（北原沙弥香）、浅倉透（和久井優）、樋口円香（土屋李央）、福丸小糸（田嶌紗蘭）、市川雛菜（岡咲美保）、七草にちか（紫月杏朱彩）、緋田美琴（山根綺）
7. 1 2 3  櫻木真乃（関根瞳）、風野灯織（近藤玲奈）、八宮めぐる（峯田茉優）、月岡恋鐘（礒部花凜）、田中摩美々（菅沼千紗）、白瀬咲耶（八巻アンナ）、三峰結華（希水しお）、幽谷霧子（結名美月）、小宮果穂（河野ひより）、園田智代子（白石晴香）、西城樹里（永井真里子）、杜野凛世（丸岡和佳奈）、有栖川夏葉（涼本あきほ）、大崎甘奈（黒木ほの香）、大崎甜花（前川涼子）、桑山千雪（芝崎典子）、芹沢あさひ（田中有紀）、黛冬優子（幸村恵理）、和泉愛依（北原沙弥香）、浅倉透（和久井優）、樋口円香（土屋李央）、福丸小糸（田嶌紗蘭）、市川雛菜（岡咲美保）、七草にちか（紫月杏朱彩）、緋田美琴（山根綺）
8. ↑  小宮果穂（河野ひより）、園田智代子（白石晴香）、西城樹里（永井真里子）、杜野凛世（丸岡和佳奈）、有栖川夏葉（涼本あきほ）
9. ↑  ツバキ（夏吉ゆうこ）、サザンカ（根本京里）、アサガオ（鈴代紗弓）、リンドウ（小原好美）、ベニスモモ（山根綺）、ミズバショウ（石見舞菜香）、トウワタ（富田美憂）、ウイキョウ（朝日奈丸佳）、キキョウ（田中美海）、モクレン（羊宮妃那）、ツワブキ（広瀬ゆうき）、ホウセンカ（河野ひより）、シオン（長谷川育美）、スズラン（遠野ひかる）、アジサイ（古賀葵）、フキ（南真由）、イタドリ（七瀬彩夏）、ウメ（和多田美咲）、ヒギリ（貫井柚佳）、スズシロ（高田憂希）、ハス（佳原萌枝）、ドクダミ（川井田夏海）、アオギリ（小市眞琴）、シャクヤク（土屋李央）、スミレ（ファイルーズあい）、アザミ（朝井彩加）、タンポポ（井上ほの花）、タチアオイ（市ノ瀬加那）、ヒグルマ（峯田茉優）、ハギ（近藤玲奈）、カゲツ（会沢紗弥）、ホトトギス（幸村恵理）、ムクゲ（伊藤彩沙）、ヒナギク（高野麻里佳）、キブシ（長縄まりあ）、オニユリ（大地葉）
10. ↑  櫻木真乃（関根瞳）、風野灯織（近藤玲奈）、八宮めぐる（峯田茉優）、月岡恋鐘（礒部花凜）、田中摩美々（菅沼千紗）、白瀬咲耶（八巻アンナ）、三峰結華（希水しお）、幽谷霧子（結名美月）、小宮果穂（河野ひより）、園田智代子（白石晴香）、西城樹里（永井真里子）、杜野凛世（丸岡和佳奈）、有栖川夏葉（涼本あきほ）、大崎甘奈（黒木ほの香）、大崎甜花（前川涼子）、桑山千雪（芝崎典子）、芹沢あさひ（田中有紀）、黛冬優子（幸村恵理）、和泉愛依（北原沙弥香）、浅倉透（和久井優）、樋口円香（土屋李央）、福丸小糸（田嶌紗蘭）、市川雛菜（岡咲美保）、七草にちか（紫月杏朱彩）、緋田美琴（山根綺）、斑鳩ルカ（川口莉奈）、鈴木羽那（三川華月）、郁田はるき（小澤麗那）
11. ↑  櫻木真乃（関根瞳）、風野灯織（近藤玲奈）、八宮めぐる（峯田茉優）、月岡恋鐘（礒部花凜）、田中摩美々（菅沼千紗）、白瀬咲耶（八巻アンナ）、三峰結華（希水しお）、幽谷霧子（結名美月）、小宮果穂（河野ひより）、園田智代子（白石晴香）、西城樹里（永井真里子）、杜野凛世（丸岡和佳奈）、有栖川夏葉（涼本あきほ）、大崎甘奈（黒木ほの香）、大崎甜花（前川涼子）、桑山千雪（芝崎典子）、芹沢あさひ（田中有紀）、黛冬優子（幸村恵理）、和泉愛依（北原沙弥香）、浅倉透（和久井優）、樋口円香（土屋李央）、福丸小糸（田嶌紗蘭）、市川雛菜（岡咲美保）